# Ashkun (Sprache)
Ashkun oder Ashkunu (اشکونو) ist eine Nuristani-Sprache, die von etwa 40.000 Menschen gesprochen wird, die meist in der afghanischen Provinz Nuristan leben. Die Sprache wird am Fluss Pech im Distrikt Wama gesprochen. Als Nuristani-Sprache gehört Ashkun innerhalb der indoiranischen Sprachen weder zum iranischen noch zum indoarischen Zweig und ist am nächsten mit Waigali verwandt. Aufgrund der geringen Sprecherzahl und der hohen Analphabetenrate gibt es keine Schriftsprache.

## Zahlen
Anhand der Zahlen kann man die Verwandtschaft mit anderen indogermanischen Sprachen erkennen. In den Klammern sind die Zahlen in anderen indogermanischen Sprachen in lateinischer Schrift zu sehen.
1: āc̣ (vergleiche Hindi: ek; Persisch/Kurdisch u. a.: yek)
2: du (vergleiche Kurdisch: du; Persisch: do; Latein: duo)
3: tra (vergleiche Griechisch/Latein: Tria; Englisch: Three)
4: ćātā (vergleiche Hindi: chaar; Persisch: chahar)
5: põć (vergleiche Persisch: Pandsch)
6: ṣo (Persisch/Kurdisch: ṧeṧ; Latein: sex)
7: sot (Latein: septem)
8: oṣṭ (vergleiche Latein: octo)
9: no (vergleiche Deutsch: neun; Latein; novem; Persisch: noh)
10: dos (vergleiche Persisch: dah; Kurdisch; deh)